# Jhilmar Lora
Carlos Jhilmar Lora Saavedra, noto semplicemente come Jhilmar Saavedra (Lima, 24 ottobre 2000), è un calciatore peruviano, difensore dello Sporting Cristal e della nazionale peruviana.

## Carriera

### Club
Cresciuto nelle giovanili dell'Alianza Lima prima e dello Sporting Cristal poi, il 7 agosto 2019 firma il suo primo contratto da professionista e viene convocato in prima squadra. Il 9 novembre 2019 esordisce in prima squadra nella partita di campionato contro il Melgar, entrando in campo al 61' al posto di Renzo Revoredo. La stagione 2020 si conclude con la conquista della Liga 1.
Il 31 gennaio 2021, lo Sporting Cristal gli rinnova il contratto fino alla fine del 2023.
Il 21 aprile 2021 esordisce in Coppa Libertadores nella partita contro il San Paolo, entrando da sostituto all'82'.

### Nazionale
Il 27 aprile 2021, l'allenatore Ricardo Gareca lo convoca per una selezione preliminare di 50 giocatori per la Copa América. Il 21 maggio è stato convocato per la prima volta per la gara di qualificazione ai Mondiali 2022 contro Colombia ed Ecuador. Il 10 giugno viene convocato per la Copa América in Brasile.
Esordisce con la Nazionale nel match dei quarti di finale del torneo, contro il Paraguay, entrando in campo al posto di Aldo Corzo al 92º minuto.

## Statistiche
Statistiche aggiornate al 4 giugno 2021.

### Presenze e reti nei club
| Stagione        | Squadra          | Campionato      | Campionato | Campionato | Coppe nazionali | Coppe nazionali | Coppe nazionali | Coppe continentali | Coppe continentali | Coppe continentali | Altre coppe | Altre coppe | Altre coppe | Totale | Totale | Totale |
| Stagione        | Squadra          | Comp            | Pres       | Reti       | Comp            | Pres            | Reti            | Comp               | Pres               | Reti               | Comp        | Pres        | Reti        | Pres   | Reti   |        |
| --------------- | ---------------- | --------------- | ---------- | ---------- | --------------- | --------------- | --------------- | ------------------ | ------------------ | ------------------ | ----------- | ----------- | ----------- | ------ | ------ | ------ |
| 2019            | Sporting Cristal | L1              | 1          | 0          |                 | -               | -               |                    | -                  | -                  |             | -           | -           | 1      | 0      |        |
| 2020            | Sporting Cristal | L1              | 4          | 0          |                 | -               | -               |                    | -                  | -                  |             | -           | -           | 4      | 0      |        |
| 2021            | Sporting Cristal | L1              | 21         | 0          | CB              | 1               | -               | CL                 | 10                 | 0                  |             | -           | -           | 2      | 0      |        |
| Totale carriera | Totale carriera  | Totale carriera | 26         | 0          |                 | 1               | 0               |                    | 10                 | 0                  |             | -           | -           | 37     | 0      |        |

### Cronologia presenze e reti in nazionale
| Cronologia completa delle presenze e delle reti in nazionale ― Perù | Cronologia completa delle presenze e delle reti in nazionale ― Perù | Cronologia completa delle presenze e delle reti in nazionale ― Perù | Cronologia completa delle presenze e delle reti in nazionale ― Perù | Cronologia completa delle presenze e delle reti in nazionale ― Perù | Cronologia completa delle presenze e delle reti in nazionale ― Perù | Cronologia completa delle presenze e delle reti in nazionale ― Perù | Cronologia completa delle presenze e delle reti in nazionale ― Perù |
| Data                                                                | Città                                                               | In casa                                                             | Risultato                                                           | Ospiti                                                              | Competizione                                                        | Reti                                                                | Note                                                                |
| ------------------------------------------------------------------- | ------------------------------------------------------------------- | ------------------------------------------------------------------- | ------------------------------------------------------------------- | ------------------------------------------------------------------- | ------------------------------------------------------------------- | ------------------------------------------------------------------- | ------------------------------------------------------------------- |
| 2-7-2021                                                            | Goiânia                                                             | Perù                                                                | 3 – 3 dts (4 – 3 dtr)                                               | Paraguay                                                            | Coppa America 2021 - Quarti di finale                               | -                                                                   | 90+2’                                                               |
| 5-7-2021                                                            | Rio de Janeiro                                                      | Brasile                                                             | 1 – 0                                                               | Perù                                                                | Coppa America 2021 - Semifinale                                     | -                                                                   | 46’                                                                 |
| 9-7-2021                                                            | Brasilia                                                            | Colombia                                                            | 3 – 2                                                               | Perù                                                                | Coppa America 2021 - Finale 3º posto                                | -                                                                   | 78’                                                                 |
| 14-10-2021                                                          | Buenos Aires                                                        | Argentina                                                           | 1 – 0                                                               | Perù                                                                | Qual. Mondiali 2022                                                 | -                                                                   |                                                                     |
| 16-1-2022                                                           | Lima                                                                | Perù                                                                | 1 – 1                                                               | Panama                                                              | Amichevole                                                          | -                                                                   | 90+2’                                                               |
| 21-1-2022                                                           | Lima                                                                | Perù                                                                | 3 – 0                                                               | Giamaica                                                            | Amichevole                                                          | -                                                                   | 65’                                                                 |
| 15-6-2023                                                           | Busan                                                               | Corea del Sud                                                       | 0 – 1                                                               | Perù                                                                | Amichevole                                                          | -                                                                   | 49’                                                                 |
| 20-6-2023                                                           | Suita                                                               | Giappone                                                            | 4 – 1                                                               | Perù                                                                | Amichevole                                                          | -                                                                   |                                                                     |
| Totale                                                              |                                                                     | Presenze                                                            | 8                                                                   |                                                                     | Reti                                                                | 0                                                                   |                                                                     |